# 2022년 독일 쿠데타 모의
2022년 독일 쿠데타 모의(독일어: Putschversuch in Deutschland 2022, 영어: 2022 Germany coup d'état plot)는 2022년 12월 7일 극우 테러 단체가 독일에서 쿠데타를 계획한 사건이다.
독일 제국의 전통을 좇아 왕정복고를 꿈꾸는 애국연합(독일어: Patriotische Union)이라 불리는 단체가 권력을 획득하기 위해 우선 내전을 유발하고자 했던 것이 이번 사건의 원인이다.
3,000명 이상의 경찰과 특수부대가 독일 전역 130개 지역을 수색하여 로이스가의 후손 하인리히 로이스(하인리히 13세)와 독일을 위한 대안 소속 전직 연방하원의원 비르기트 말자크빙케만 등과 현역 군인과 경찰을 체포했다. 피터 프랑크 연방검찰총장은 이들을 테러 조직으로 규정했는데 이는 독일 역사상 최대 규모의 테러 조직이다.

## 쿠데타 모의 회원들
연방검찰은 애국연합을 현재의 독일을 거부하고 독일 제국으로의 복귀를 주장하는 라이히스뷔르거 운동 관련 극우 단체로 규정하고 있으며 25명을 체포했다. 체포된 이들 중에는 뤼디거 폰 페스카토레(Rüdiger von Pescatore)를 포함한 독일 특수부대인 KSK 부대원이 있었으며 페스카토레가 이들을 이끌기로 되어 있었다. 연방검찰은 하인리히 로이스와 함께 페스카토레를 조직의 지도자로 간주했다. 페스카토레는 군인과 경찰을 모집하기 위한 활동도 전개하고 있었다.
비르기트 말자크빙케만은 베를린 출신 변호사로 정권을 탈취한 후 새로운 제국 법무부 장관으로 내정되어 있었다.
또한 독일의 극우정당인 독일을 위한 대안의 전직 국회의원, 시의원들과 현직 판사,특수부대 출신 군인들 또한 일부 쿠데타에 가담하였다.

## 사상과 목적
애국연합의 목적은 독일 제국과 유사한 군주제 정부를 수립하는 것으로 2021년 11월부터 대중의 불안을 야기하고 독일 연방의회를 공격하여 정치인들을 체포하는 등의 계획을 수립하고 있었다. 이들은 보안 당국의 일부가 자신들에게 연대했을 것이라고 믿었으며 이를 통해 권력을 잡고자 했다.
애국연합은 노골적인 극우 단체로 반유대주의 성향을 정기적으로 홍보해 왔으며 QAnon의 추종자들이면서 코로나19 백신에 반대해온 세력으로 평가된다. 연방의회에 대한 공격 계획은 2021년 미국 국회의사당 습격에서 아이디어를 얻은 것으로 보인다.

## 수사 및 체포
독일 연방경찰은 2022년 봄부터 애국연합을 조사하기 시작했다. 쿠데타 계획은 2021년 11월부터 진행되었으며 폭력적인 테러를 통해 현 정부를 전복하고자 했다. 2022년 4월 연방 보건부 장관 카를 라우터바흐를 납치하려고 시도했던 한 단체의 조직원들을 체포하면서 그 정체가 드러나기 시작했다. 9월에는 52명의 용의자를 선정해 감시에 돌입했다.
이들은 주로 바이에른주와 바덴뷔르템베르크주에서 활동했으며 그 외에도 독일의 9개 주에서 독일인·오스트리아인·이탈리아인 등이 계획에 동참하고 있었다. 체포된 인물들 중에는 러시아 여성도 한 명 포함되어 있었는데 이들이 러시아와 연관되어 있다는 주장이 나왔으나 독일 주재 러시아 대사관은 이 사건과 러시아는 무관하다고 밝혔다.

## 반응

### 독일 정부
올라프 숄츠 연방 총리는 독일을 위한 대안 소속의 전직 의원이 쿠데타에 연루된 것에 대하여 "놀랍고도 정말 끔찍하다"라고 평가하였다. 연방 재무장관이 민주주의의 적들에게 법의 힘으로 대응하겠다는 성명을 발표하였으며 연방 국방장관은 독일 군대 내 극우 극단주의 문제에 맞서겠다고 하였다. 과거 독일 특수부대인 KSK도 극우와 연관되어 있다는 의혹이 발생하여 해산된 적이 있었다.

### 독일 정당
독일 사회민주당, 독일 녹색당, 독일 좌파당 등 범진보 진영은 물론이고 독일 기독교민주연합 같은 보수진영까지 독일을 위한 대안의 쿠데타 세력과의 유착 의혹을 비판하고 있다. 그러나 정당 해산과 관련된 입장은 다른데 사민당, 녹색당, 좌파당 등 범진보 진영에서는 해산을 촉구하는 입장이나 독일 기민당의 대표인 프리드리히 메르츠는 해산에 회의적인 입장을 취하며 "정당에 대한 금지가 쓸모없다"라고 주장하여 해산이 가능할 것인지에 대한 논란이 존재한다.

#### 독일 사회민주당
Sebastian Hartmann 사민당 의원은 극단주의 세력들이 "그들의 쿠데타 계획을 실현하기 위해 연방하원의 조력자들로부터 도움을 받기를 바라고 있다고 믿는다"라고 주장하여 쿠데타 세력이 그들과 가깝다고 의심받고 있는 독일을 위한 대안을 통하여 정보를 수집할 수 있다며 우려를 표시하였다. 현재 독일을 위한 대안은 거의 모든 주의회와 연방의회에서 의석을 보유하고 있다.또한 독일을 위한 대안의 해산을 주장하며 이들은 NPD(군소 극우 정당)과 달리 강한 영향력을 미치고 있으며 우익 극단주의이기 때문에 해산되어야 한다는 주장을 하였다.

#### 독일 기독교 민주 연합
쿠데타 시도에 대하여는 비판하면서도 다른 (주류권)범진보 정당들과는 다르게 독일을 위한 대안의 정당 해산에는 회의적인 입장을 취하고 있다. 당 대표인 프리드리히 메르츠 또한 정당에 대한 금지는 쓸모 없다며 해산에 회의적인 입장을 취하였다.

#### 독일 녹색당
Konstantin von Notz 녹색당 의원은 (극우로 부터의) 하원의 보호 개념을 강화해야 한다고 주장하였다.

#### 독일 좌파당
좌파당의 Martina Renner는 2021년 미국 국회의사당 습격과 현재 쿠데타 시도를 비교하며 언급하며 여기서 과거 미국 국회의사당 습격과 같은 일이 발생하려고 했다고 평가하였다.

#### 독일을 위한 대안
독일의 위한 대안은 이 쿠데타 모의는 자신들과 연관이 없다고 주장하며 쿠데타에 대한 수사를 지지하였다. 그러나 수사가 너무 과잉 대응이라면 쿠데타를 시도한 이들에 대하여 "이들은 위험한 개인이고, 그들은 협회도 아니고, 국가에 위협이 되는 군대도 아니다"라고 주장하며 쿠데타의 심각성을 축소 시키는 듯한 발언을 하였다. 그러나 당 소속 전직 국회의원과 시의원들이 사건에 연루되어 있는 만큼 여러 언론들에서 비판을 받고 있으며 수사 결과에 따라서 정당이 해산될 가능성 또한 존재한다.

### 여파
극우 세력의 쿠데타 시도와 관련하여 총기 규제를 강화하여야 한다는 의견이 등장하였다.
한편, 독일을 위한 대안을 해산 시킬 것인지에 대하여 논란이 발생하였다. 만약 해산이 된다면 독일 공산당 이후로 처음으로 해산된 정당이 된다. 현재 사민당,녹색당,좌파당등 범진보 진영들은 해산을 주장하고 있으나 보수 정당인 기민당이 모호한 모습을 보여 해산은 쉽지 않을 것으로 예상된다. 마르코 반더비츠 같은 일부 온건파 의원들은 해산에 찬성하고 있으나 현재 당대표인 프리드리히 메르츠는 해산에 회의적인 입장을 취하고 있다. 기민당이 대안과 "어떤 형태의 협력도 금지"하던 과거와 달리 메르츠 당대표 취임 이후 일부 법안들에서 대안과 협력하는 듯한 모습을 취하여 논란이 되었다.

## 같이 보기
- 독일 11월 혁명
- 카프 폭동
- 2021년 미국 국회의사당 습격
- QAnon
- 라이히스뷔르거 운동